# Gertrude van Sulzbach
Gertrude van Sulzbach (circa 1110 - Bad Hersfeld, 14 april 1146) was koningin-gemalin van het Heilig Roomse Rijk.

## Levensloop
Ze was een dochter van graaf Berengarius II van Sulzbach en Adelheid van Wolfratshausen. Ze had onder meer een zus Bertha die gehuwd was met keizer Manuel I Komnenos van het Byzantijnse Rijk.
Rond het jaar 1135 huwde ze vermoedelijk in de abdij van Ebrach met Koenraad III van Hohenstaufen, die in 1138 keizer van het Heilig Roomse Rijk werd. Ze kregen twee zonen:
- Hendrik Berengarius (1136 - 1150), van 1147 tot 1150 koning van Duitsland.
- Frederik (1145 - 1167), vanaf 1152 hertog van Zwaben.

Na de geboorte van haar jongste zoon werd Gertrude ernstig ziek en naar de abdij van Hersfeld gebracht om uit te rusten. In april 1146 overleed ze er. Ze werd begraven in de abdij van Ebrach.